# Немировський Яків Ізраїльович
Яків Ізраїльович Немировський (нар. 20 вересня 1945, Харків, УРСР) — радянський футболіст, нападник та півзахисник.

## Життєпис
Вихованецб ДЮСШ «Локомотив» (Харків). Дорослу футбольну кар'єру розпочав 1963 року в дублі харківського «Авангарда». У цьому ж сезоні дебютував за першу команду, 2 жовтня 1963 року в програному (0:2) домашньому поєдинку 29-го туру першої підгрупи Класу «А» проти ростовського СКА. Яків вийшов на поле на 46-й хвилині, замінивши Тараса Примака. Незважаючи на це грав здебільшого за дублюючий склад, за першу команду зіграв 7 матчів (2 голи) в чемпіонаті СРСР.
У 1965 році призваний на військову службу, яку проходив у СКА. У футболці одеського клубу дебютував 23 травня 1965 року в програному (0:2) домашньому поєдинку 6-го туру 1-ї підгрупи класу «А» проти московського «Торпедо». Немировський вийшов на поле в стартовому складі та відіграв увесь матч. У вищому дивізіоні радянського чемпіонату дебютував 27 червня 1966 року на 1-й хвилині програного (1:2) виїзного поєдинку 14-го туру проти мінського «Динамо». Яків вийшов на поле в стартовому складі та відіграв увесь матч. У команді провів два неповних сезони, за цей час у першій підгрупі класу «А» зіграв 67 матчів (4 голи) та 2 поєдинки в кубку СРСР.
Сезон 1967 року завершив у харківському «Металісті», де в другому дивізіоні СРСР виступав до завершення 1968 року. З 1969 по 1972 рік виступав за клуби класу «Б» «Спартак» (Бєлгород), «Торпедо» (Харків), «Локомотив» (Херсон), «Хімік» (Сєвєродонецьк) та «Маяк» (Харків). Футбольну кар'єру завершив 1972 року в харківському «Металісті».